# Yên Tĩnh
Yên Tĩnh là một xã thuộc huyện Tương Dương, tỉnh Nghệ An, Việt Nam.
Xã Yên Tĩnh có diện tích 15,52 km², dân số năm 1999 là 3725 người, mật độ dân số đạt 240 người/km².